# Буряковский, Юрий Александрович
Юрий Александрович Буряко́вский (укр.  Юрій Олександрович; 1914—1973) — советский украинский писатель.

## Биография
Родился 22 мая (4 июня) 1914 года в Речице (ныне Гомельская область, Беларусь) в еврейской семье. После окончания семи классов и школы ФЗО с 1932 года работал в комсомольской и партийной прессе. С 1934 года выступает как очеркист. Во время советско-финляндской и Великой Отечественной войны служил корреспондентом фронтовых газет. Член ВКП(б) с 1939 года. Член СП СССР с 1947 года.

## Творчество
- 1946 — «Ріки шумлять» («Реки шумят»); пьеса «Зелена ракета» («Зелёная ракета»)
- 1951 — «Прага залишається моєю» («Прага остаётся моей»)
- 1954 — документальная повесть «Воспоминания Патона»
- 1959 — «Розповіді моїх друзів» («Рассказы моих друзей»)
- 1962 — «На свете стоит жить»
- 1964 — «Ветры разных широт»
- 1971—1974 — роман-дилогия «Не отрекусь!», посвященный жизни Ю. Фучика

## Награды
- два ордена Красной Звезды (21.1.1943; 4.10.1943)
- медали